# Sassenay
Sassenay település Franciaországban, Saône-et-Loire megyében. Lakosainak száma 1601 fő (2022. január 1.). Sassenay Gergy, Allériot, Bey, Châtenoy-en-Bresse, Crissey és Virey-le-Grand községekkel határos.

## Népesség
A település népessége az elmúlt években az alábbi módon változott:
| Lakosok száma | 1577 | 1591 | 1630 | 1587 | 1582 | 1577 | 1586 | 1591 | 1601 |
|               | 2013 | 2015 | 2016 | 2017 | 2018 | 2019 | 2020 | 2021 | 2022 |